# Neu-Eipaß
Neu-Eipaß ist eine Ortslage in der bergischen Großstadt Solingen.

## Geographie
Neu-Eipaß befindet sich im Westen des Solinger Stadtteils Gräfrath. Der Ort liegt in Hanglage auf halbem Berg zwischen dem Tal der Itter im Osten und einem Höhenrücken im Nordwesten, auf dem sich die Orte Eipaß und Buxhaus befinden. Zu erreichen ist Neu-Eipaß über eine kleine Stichstraße von Buxhaus aus. Im Norden befinden sich Grund und das Blumental. Im Süden, dem Verlauf der Itter folgend, liegen erst Itterbruch, dann Kratzkotten und schließlich Eschbach. Im Westen befinden sich Gütchen, Backesheide und Holz.

## Etymologie
Der Ortsname dürfte in Anlehnung an das nahe Bauerngut Eipaß gewählt worden sein. Was das Wort bedeutet, ist unklar.

## Geschichte
Neu-Eipaß entstand vermutlich in der zweiten Hälfte des 19. Jahrhunderts. Die Topographische Aufnahme der Rheinlande von 1824 und die Preußische Uraufnahme von 1843 verzeichnen den Ort nicht. In der Topographischen Karte des Regierungsbezirks Düsseldorf von 1871 ist der Ort ebenso wenig verzeichnet. Auf den Messtischblättern der Preußischen Neuaufnahme von 1892 bis 1894 ist die Ortslage als Neu-Eipas verzeichnet. Der Ort gehörte zur Bürgermeisterei Wald, dort lag er in der Flur II. (Holz).
Die Gemeinde- und Gutbezirksstatistik der Rheinprovinz führt den Ort Neueneipass 1871 mit zwei Wohnhäusern und sieben Einwohnern auf. Im Gemeindelexikon für die Provinz Rheinland von 1888 werden für Neueneipaß zwei Wohnhäuser mit 17 Einwohnern angegeben. 1895 besitzt der Ortsteil zwei Wohnhäuser mit neun Einwohnern, 1905 werden drei Wohnhäuser und acht Einwohner angegeben.
Mit der Städtevereinigung zu Groß-Solingen im Jahre 1929 wurde Neu-Eipaß ein Ortsteil Solingens. Nach den heutigen Stadtbezirksgrenzen gehört der Ort zu Gräfrath.